# Boudewijn Büchprijs
De Boudewijn Büchprijs is een jaarlijks terugkerende prijs voor iets of iemand die het antiquarische boek onder de aandacht van een groot publiek weet te brengen, zoals Boudewijn Büch deed. Initiatiefnemer van de prijs is Piet van Winden van de Nederlandsche Vereniging van Antiquaren en betrokken bij de Stichting Boudewijn Büch. De Boudewijn Büchprijs bestaat uit witte handschoentjes in een glazen doosje. Het zijn de handschoenen zoals Büch ze droeg tijdens zijn televisieprogramma's over boeken.
Na 2016 werd de prijs niet meer uitgereikt.

## Overzicht
2011: Diederik van Vleuten, eerste editie waar deze cabaretier in het Teylers Museum de Boudewijn Büchlezing houdt.
2012: Gerrit Komrij, die hem postuum ontving omdat hij zijn hele leven lang ingezet heeft voor het antiquarische boek. De tweede Büchlezing werd voorgedragen door Adriaan van Dis
2013: Redmond O'Hanlon, voor zijn VPRO-programma O'Hanlons Helden
2014: Deventer Boekenmarkt, een belangrijke bron voor talloze alledaagse en bijzondere, grote en kleine particuliere boekencollecties en uitgegroeid tot de grootste van Europa
2015: Atte Jongstra, auteur van o.a. De multatulianen, een "avontuurlijke archiefreis"
2016: Heske Kannegieter, sinds 1986 organisator van de drukbezochte Amsterdamse boekenmarkten, voor haar werk aan 'Boeken op de Dam'.